# Rien Poortvliet
Rien Poortvliet, pseudonimo di Marinus Harm Poortvliet (Schiedam, 7 agosto 1932 – Soest, 15 settembre 1995), è stato un pittore e disegnatore olandese.

## Biografia
Come figlio di uno stuccatore di Schiedam la carriera artistica non era prevista per Rien Poortvliet. I suoi genitori erano austeri protestanti e non gradirono l'idea che il loro figlio maggiore volesse frequentare l'accademia di belle arti.
Il talento artistico di Rien si manifestò assai presto. Dopo la scuola trovò lavoro in una agenzia pubblicitaria, dove le sue doti singolari si svilupparono. Il suo indiscutibile talento lo portò, dopo aver svolto il servizio militare in marina, a scalare l'ufficio pubblicitario della Unilever fino al livello senior-manager.
Nel frattempo Rien si dedicava con passione ad attività editoriali collaterali. Illustrò libri scritti, tra gli altri, da Jaap ter Haar, Leonard Roggeveen e Godfried Bomans. Fu un appassionato cacciatore e questo lo portò a dipingere soggetti naturalistici.
Alla fine degli anni '60 Rien decise di abbandonare il lavoro di pubblicitario per diventare illustratore a tempo pieno. All'inizio, non avendo abbastanza lavoro, per guadagnare qualche soldo scrisse ed illustrò ad acquarello un libro attingendo alla sua esperienza di cacciatore. In seguito pubblicò un lavoro simile sulla vita di Gesù Cristo.
Rien Poortvliet descriveva sé stesso come narratore per immagini. I suoi disegni raccontavano tutta la storia, lui si limitava ad aggiungere, a volte, un cortissimo commento. Al grande pubblico piacquero i disegni di Rien Poortvliet e a lui faceva piacere trovarsi al centro dell'attenzione. Veniva anche bene in televisione con la sua barbetta a punta, i suoi pantaloni di velluto e le sue camicie a scacchi.
Rien Poortvliet si guadagnò fama internazionale grazie alla serie di libri sulla vita degli gnomi. Il cartone animato David gnomo, tratto dai suoi libri, fu un successo mondiale.
Il principe Bernardo d'Olanda dedicò a Poortvliet un museo, il Rien Poortvlietmuseum, che fu inaugurato nel 1992. Il museo si trova a Middelharnis, "fortunatamente ben lontano dal chiasso artistico di Amsterdam" disse lo stesso Poortvliet in una intervista. Il museo, però, chiuderà il 1º gennaio 2007 a causa della diminuzione dei visitatori e della conseguente mancanza di fondi.
Rien Poortvliet morì in Soest all'età di 63 anni per cancro alle ossa. Era sposato con Corrie Bouman da cui ebbe due figli.

## Opere
- Jachttekeningen (1972) (dipinti di caccia) ISBN 90-269-4801-8
- ...de Vossen hebben holen (1973) (le volpi hanno tane) ISBN 90-269-4949-9
- Te Hooi en te gras (1973) (la vita in campagna) ISBN 90-269-6296-7 ISBN 978-90-269-4950-0
- Hij was een van ons (1974) (la vita di Gesù) ISBN 90-269-4947-2
- Leven en werken van de Kabouter (1976, con testi di Wil Huygen) (Gnomi) ISBN 90-269-4958-8
- Het brieschend paard (1978) (sui cavalli) ISBN 90-269-4968-5
- Van de hak op de tak (1980) (autobiografico) ISBN 90-269-4306-7
- De oproep der kabouters (1981, con testi di Wil Huygen) (secondo libro sugli gnomi) ISBN 90-269-4799-2
- DE ARK VAN NOACH of ERE WIE ERE TOEKOMT (1985) ISBN 90-242-3206-6
- Langs het tuinpad van mijn vaderen (1987) (sulla vita dei suoi antenati a partire dal 1600) ISBN 90-242-4800-0
- Het boek van Klaas Vaak en het ABC van de slaap (1988, con testi di Wil Huygen) ISBN 90-242-4499-4
- De tresoor van Jacob Jansz. Poortvliet (1991) (sulla vita di un uomo comune, durante gli 80 anni di guerra a partire dal 1566) ISBN 90-242-7171-1
- Braaf (1992) (sui cani) ISBN 90-242-6903-2
- Aanloop (1993) (sulla caccia attraverso i secoli) ISBN 90-242-6937-7
- Kabouter Spreekwoordenboek (pubblicato postumo, nel 1996, con testi di Wil Huygen) (terzo libro sugli gnomi) ISBN 90-242-7882-1
- Het Kabouterkookboek (pubblicato postumo, nel 2003, con testi di Wil Huygen) (quarto libro sugli gnomi) ISBN 90-242-8977-7
- Tussen gaap & slaap (pubblicato postumo, nel 2003, riveduto e corretto di Het boek van Klaas Vaak en het ABC van de slaap) ISBN 90-435-0753-9

Opere su Rien Poortvliet:
- De wereld van Rien Poortvliet (commemorativo, bibliografico) (2002) ISBN 90-242-8929-7